# Algebra di Banach
In matematica, soprattutto in analisi funzionale, un'algebra di Banach, dal nome del matematico Stefan Banach, è un'algebra associativa A sui numeri reali o sui numeri complessi che è anche uno spazio di Banach. L'algebra della moltiplicazione e lo spazio normato di Banach devono essere collegati dalla seguente diseguaglianza:
{\displaystyle \forall x,y\in A,\|x\,y\|\ \leq \|x\|\,\|y\|,}
cioè la norma del prodotto è minore o uguale del prodotto delle norme. Questo assicura che l'operazione di moltiplicazione è una funzione continua.
Se si sostituisce lo spazio di Banach con uno spazio normato la struttura che si ottiene è detta algebra normata.
Un'algebra di Banach è detta "unitaria" o "con unità" se ha un elemento identità per l'operazione di moltiplicazione la cui norma è 1, e "commutativa" se la sua moltiplicazione è commutativa.
Le algebre di Banach possono essere definite anche su campi di numeri p-adici. Ciò dà origine all'analisi p-adica.
Una *-algebra di Banach {\displaystyle A} è un'algebra di Banach sul campo dei numeri complessi sulla quale sia definita un'applicazione {\displaystyle *:A\to A}, detta involuzione.

## Esempi
- L'insieme dei numeri reali (o complessi) è un'algebra di Banach con la norma del valore assoluto.
- L'insieme di tutte le matrici reali o complesse n per n è un'algebra di Banach se si associa loro una norma.
- L'insieme di tutte le matrici reali o complesse n x n diventa un'algebra di Banach  unitaria se lo dotiamo di una norma sub-moltiplicativa.
- Si ottiene un'algebra di Banach partendo dallo spazio di Banach Rn (o Cn) con norma ||x|| = max |xi| e definendo la moltiplicazione componente per componente: (x1,...,xn)(y1,...,yn) = (x1y1,...,xnyn).
- I quaternioni formano un'algebra di Banach reale 4-dimensionale, con la norma data dal valore assoluto del quaternione.
- L'algebra di tutte le funzioni limitate (a valori reali o complessi) definite su un qualsiasi insieme (con la moltiplicazione puntuale e la norma dell'estremo superiore) è un'algebra di Banach unitaria.
- L'algebra di tutte le funzioni continue limitate a valori reali o complessi su uno spazio localmente compatto (con l'operazione di moltiplicazione definita puntualmente e la norma dell'estremo superiore) è un'algebra di Banach.
- Ogni C*-algebra è un'algebra di Banach.
- L'algebra di tutti gli operatori lineari continui su uno spazio di Banach E (con la composizione di funzioni come moltiplicazione e l'usuale norma degli operatori come norma) è un'algebra di Banach unitaria. L'insieme di tutti gli operatori compatti su E è un ideale chiuso in questa algebra.
- Gli operatori lineari continui su uno spazio di Hilbert formano una C*-algebra e quindi un'algebra di Banach.
- Se G è un gruppo topologico su uno spazio di Hausdorff localmente compatto e μ la sua misura di Haar, allora lo spazio di Banach L1(G) di tutte le funzioni μ-integrabili su G diventa un'algebra di Banach rispetto alla convoluzione xy(g) = ∫ x(h) y(h−1g) dμ(h) per x, y in L1(G).

## Proprietà
Molte funzioni elementari che sono definite attraverso serie di potenze possono essere definite in ogni algebra di Banach unitaria; esempi ne sono la funzione esponenziale e le funzioni trigonometriche. La formula per le serie geometriche e il teorema binomiale sono validi in ogni algebra di Banach unitaria.
L'insieme degli elementi invertibili in ogni algebra di Banach unitaria è un insieme aperto, e l'operazione di inversione è continua su questo insieme, cosicché forma  un gruppo topologico rispetto alla moltiplicazione.
Le algebre di Banach unitarie forniscono uno strumento ideale per lo studio della teoria spettrale generale. Lo spettro di un elemento x è formato da tutti quegli scalari λ tali che x -λ1 non è invertibile. (Nell'algebra di Banach di tutte le matrici nxn su menzionate, lo spettro di una matrice coincide con l'insieme di tutti i suoi autovalori.) Lo spettro di ogni elemento è uno spazio compatto. Se il campo sul quale è definita l'algebra è il campo dei numeri complessi, allora lo spettro di ogni elemento è non vuoto.
Le varie algebre di funzioni considerate negli esempi precedenti hanno proprietà molto diverse dagli esempi standard di algebre come quella formata dai reali. Ad esempio:
- Ogni algebra di Banach reale che è un'algebra con divisione è isomorfa ai reali, ai complessi, o ai quaternioni. Ne segue che la sola algebra di Banach complessa  che è un'algebra con divisione è l'algebra dei complessi.
- Ogni algebra di Banach reale unitaria senza divisori dello zero e nella quale ogni ideale principale è chiuso, è isomorfa ai reali, ai complessi, o ai quaternioni.
- Ogni algebra di Banach reale commutativa noetheriana senza divisori dello zero è isomorfa ai reali o ai complessi.
- Ogni algebra di Banach reale commutativa noetheriana unitaria (eventualmente con divisori dello zero) ha dimensione finita.